# Suore di San Giuseppe di Lochinvar
Le Suore di San Giuseppe, di Lochinvar (in inglese Sisters of St. Joseph of Lochinvar; sigla R.S.J.), sono un istituto religioso femminile di diritto pontificio.

## Storia
Le origini della congregazione coincidono con quelle delle suore di San Giuseppe di Bathurst, derivate dalla fondazione fatta a Penola da Julian Tenison Woods e Mary MacKillop.
Su invito di James Murray, vescovo di Maitland, nel 1883 quattro suore della congregazione di Bathurst lasciarono la casa-madre di Perthville e aprirono una casa a Lochinvar e poi numerose filiali con scuole in tutta la diocesi: le suore di San Giuseppe di Lochinvar furono approvate come istituto diocesano nel 1898.
L'istituto ricevette il pontificio decreto di lode il 15 febbraio 1942 e nel 1962 l'approvazione definitiva 

## Attività e diffusione
Le suore si dedicano all'insegnamento scolastico.
Le suore sono attive in Australia; la sede generalizia è a Lochinvar, nel Nuovo Galles del Sud.
Alla fine del 2015 l'istituto contava 88 religiose in 35 case.